# Soma (cidade)
Soma (em japonês: 相馬市, transl. Sōma-shi) é uma cidade localizada na província de Fukushima, no Japão.
Em 2003 a cidade tinha uma população estimada em 38 726 habitantes e uma densidade populacional de 195,97 h/km². Tem uma área total de 197,61 km².
Recebeu o estatuto de cidade a 31 de março de 1954.